# Randers Thunder
Randers Thunder er en dansk amerikansk fodboldklub fra Randers.
Klubben blev grundlagt i november 2008 af den daværende formand Thomas Raaby i fællesskab med en gruppe tidligere spillere fra Spentrup Barnstormers. Heriblandt Klaus "Røde" Bermann, Mads Madsen og Preben Mortensen som alle har optrådt for Randers Thunder.
Oprindeligt hed klubben Randers Thunder, men skiftede til Thornder som en del af en sponsoraftale med Royal Unibrew, der ejer mærket Thor. I 2011 blev samarbejdet med Royal Unibrew afbrudt og klubben ændrede navnet tilbage til det oprindelige Randers Thunder.

## Hold
Klubben stiller hold i tre forskellige rækker:
- Kval Ligaen (Senior/U19)
- Danmarksserien Vest (U16)
- U12/U14

## Roster Senior/U19
Der er for få eller ingen kildehenvisninger i denne artikel, hvilket er et problem. Du kan hjælpe ved at angive troværdige kilder til de påstande, som fremføres i artiklen.